# Апричена
Апричена (итал. Apricena) је насеље у Италији у округу Фођа, региону Апулија.
Према процени из 2011. у насељу је живело 13195 становника. Насеље се налази на надморској висини од 74 м.

## Становништво
Према резултатима пописа становништва 2011. у општини је живело 13.435 становника.
| 1931. | 1936. | 1951.  | 1961.  | 1971.  | 1981.  | 1991.  | 2001.  | 2011.  |
| ----- | ----- | ------ | ------ | ------ | ------ | ------ | ------ | ------ |
| 9.364 | 9.019 | 11.422 | 13.005 | 13.204 | 12.346 | 13.664 | 13.647 | 13.435 |

## Партнерски градови
- Алтавила Вичентина